# 平壤市
平壤市（／ P'yŏngyang-si），通称平壤（／ P'yŏngyang），是朝鲜民主主义人民共和国的首都、最大城市和唯一的直辖市。位於朝鮮半島西北部，大同江横跨市区，東側是平安南道的大同郡、檜倉郡與南浦市大安區域、龍岡郡，南側是黃海北道的黃州郡、延山郡及松林市，北側是平安南道的成川郡及平城市。
平壤位于朝鲜半岛西北部地势低窪的地段，因地势平坦而得名，也是平安道名稱中“平”字的來源地。城市西北部是低矮的山岭，东部是丘陵和平原。大同江和它的支流普通江流经市中心。因城内遍布柳树，又別稱柳京。朝鲜政府提倡植树造林並推动环境保护的政策，平壤的山水得到了很好的保护，平壤市民的人均绿地面积达到58平方米。
平壤是传说中朝鮮民族始祖檀君在西元前1122年建都的王儉城所在地，為朝鮮半島歷史最悠久的城市，有乙密台、练光亭、大同门、普通门等年代久远的古迹。朝鲜民主主义人民共和国成立後定都於此。虽然平壤在朝鲜战争中被毁坏几成废墟，戰後很快得到重建。1970及80年代，平壤进行了大规模的城市建设，兴建了主体思想塔、人民大学习堂、五一体育场、凯旋门等地标性建筑。

## 历史
傳說中，朝鮮民族的始祖檀君，于公元前2333年建立“王儉城”（又稱“王險城”），就在今日的平壤。之後，這裡一直都是古朝鮮的政治、經濟及文化中心。公元前194年，燕人卫满篡箕子朝鮮之位，建立衛滿朝鮮，以平壤为首都。公元前108年，漢武帝佔領朝鮮半島北方，建立漢四郡，平壤就在當年的樂浪郡的郡治朝鲜县，管理平壤及周围地区達四百年之久。其後，高句麗興起，並管理朝鮮半島北部及今日中國遼寧省部分地区，並於公元427年遷都平壤。240年後，中國唐初薛仁貴征東滅高句麗，佔領平壤，改設安東都護府（668年－676年）。
公元918年，高麗王朝在松岳（今开城）建國，926年定平壤為「西京」。
995年，设立西京留守。998年，称平壤为鎬京。1062年入列京畿四道。1135年爆发妙清之乱。
1269年十月，高丽西京（即今平壤）都统领崔坦、李延龄等以高丽北部50城降元。两年后，忽必烈将高丽西京划归元朝辽阳行省东宁府。如此一來，高丽西京等地从1269年后的20多年成为元朝的直接管辖地，不在高丽国的征东行省境内。1290年，应高丽忠烈王的要求，元朝将东宁府归还高丽。
朝鮮王朝时代，平壤为平安道首府，城池分内城、中城、外城、北城四部分，内城有五门，南为朱雀门，东为大同门（有瓮城），东北为七星门，东南为长庆门，西为静海门。内城之外为中城，南门为正阳门，东门为含毬门，北门为庆昌门，西门为普通门。中城之外为外城，南为车避门，西为多景门此外还有承服门、足朴门、大道门、小通门、水德门等。内城北端有北城，南为转锦门，北为玄武门。
19世紀末，美國商船“谢尔曼将军号”曾沿大同江上溯到平壤，并炮击了平壤，被当地军民焚毁。朝鲜官方称这是朝鮮半島近代史的开端。朝鮮被逼開放港口后，平壤及其外港镇南浦成为朝鲜北方的主要商业和工业中心之一。日据时代，平安道被划分为平安北道和平安南道，平壤成为平安南道首府。
1945年日本投降后，平壤被苏军占领，其後成為朝鲜民主主义人民共和国的中央政府所在地。當時朝鮮憲法將首都定於實際統治範圍外的漢城（今首爾）。朝鲜战争期間平壤受到重大破壞，但戰後在東德和蘇聯援助下很快重建，故被官方稱為「平壤速度」。

## 地理

### 自然地理

#### 地质

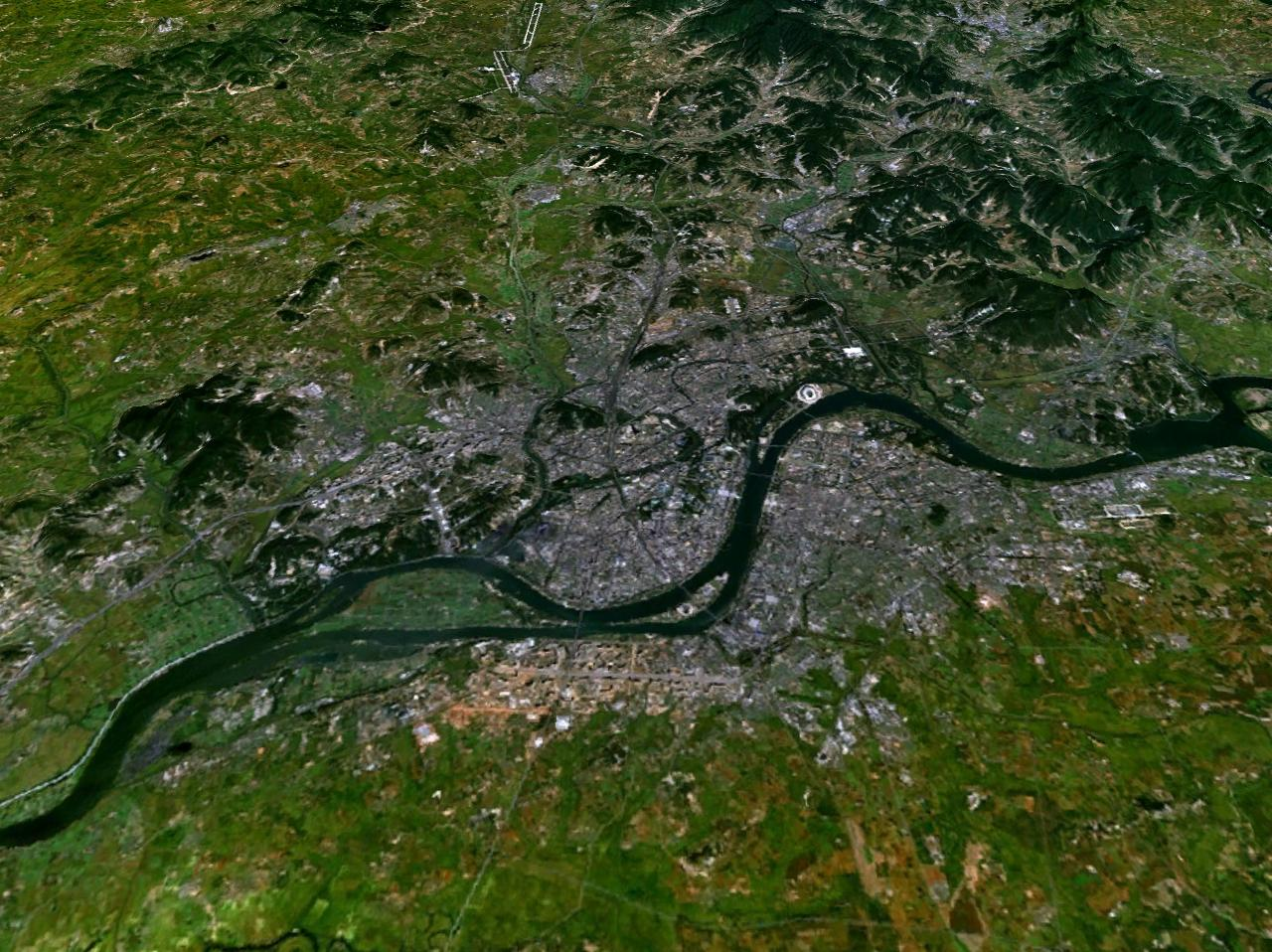
平壤市卫星照片

平壤地区在地质构造上属于形成于中生代侏罗纪的花岗岩和石灰岩地系，朝鲜称之为“大同系”。土壤成分多为石灰岩分解而成的赤褐土。主要矿产有褐煤、铝矾土、泥炭和铜。植被分布属于针叶林带。
- 境內山峰：牡丹峰，高95米；烽火山，高196米；大城山之將帥峰，高270米；龍岳山，高292米。
- 境內河流：大同江、普通江、南江、合掌江及上元江。
  - 岛屿：豆老岛自然环境保存得较好，羊角岛基础设施较为完善。
- 主要平原：平壤平原：950平方公里；順安平原：190平方公里。

此外，平壤有「花園裡的城市」之美譽，人均綠化面積為58平方米。

#### 气候
| 平壤（1981-2010）            | 平壤（1981-2010） | 平壤（1981-2010） | 平壤（1981-2010） | 平壤（1981-2010） | 平壤（1981-2010） | 平壤（1981-2010） | 平壤（1981-2010） | 平壤（1981-2010） | 平壤（1981-2010） | 平壤（1981-2010） | 平壤（1981-2010） | 平壤（1981-2010） | 平壤（1981-2010） |
| 月份                         | 1月               | 2月               | 3月               | 4月               | 5月               | 6月               | 7月               | 8月               | 9月               | 10月              | 11月              | 12月              | 全年              |
| ---------------------------- | ----------------- | ----------------- | ----------------- | ----------------- | ----------------- | ----------------- | ----------------- | ----------------- | ----------------- | ----------------- | ----------------- | ----------------- | ----------------- |
| 历史最高温 °C（°F）          | −0.8 (30.6)       | 2.4 (36.3)        | 8.9 (48.0)        | 17.1 (62.8)       | 22.6 (72.7)       | 26.7 (80.1)       | 28.6 (83.5)       | 28.9 (84.0)       | 24.7 (76.5)       | 18.2 (64.8)       | 9.4 (48.9)        | 1.7 (35.1)        | 28.9 (84.0)       |
| 历史最低温 °C（°F）          | −10.7 (12.7)      | −7.8 (18.0)       | −1.8 (28.8)       | 4.9 (40.8)        | 10.9 (51.6)       | 16.5 (61.7)       | 20.7 (69.3)       | 20.5 (68.9)       | 14.3 (57.7)       | 6.7 (44.1)        | −0.3 (31.5)       | −7.2 (19.0)       | −10.7 (12.7)      |
| 平均降水量 mm（）            | 12.2 (0.48)       | 11.0 (0.43)       | 24.7 (0.97)       | 49.9 (1.96)       | 72.2 (2.84)       | 90.3 (3.56)       | 275.2 (10.83)     | 212.8 (8.38)      | 100.2 (3.94)      | 39.9 (1.57)       | 34.9 (1.37)       | 16.5 (0.65)       | 939.8 (36.98)     |
| 来源：世界气象组织（联合国） |                   |                   |                   |                   |                   |                   |                   |                   |                   |                   |                   |                   |                   |

### 人文地理

#### 區劃
截至2022年5月，平壤市總共分為19個區域、2郡、1洞，主要的行政分區如下：
- 中區域（중구역）
- 平川區域（평천구역）
- 普通江區域（보통강구역）
- 牡丹峰區域（모란봉구역）
- 西城區域（서성구역）
- 船橋區域（선교구역）
- 東大院區域（동대원구역）
- 大同江區域（대동강구역）
- 寺洞區域（사동구역）
- 大城區域（대성구역）
- 萬景臺區域（만경대구역）
- 兄弟山區域（형제산구역）
- 龍城區域（룡성구역）
- 三石區域（삼석구역）
- 力浦區域（력포구역）
- 樂浪區域（락랑구역）
- 順安區域（순안구역）
- 恩情區域（은정구역）
- 和盛区域（화성구역）
- 江東郡（강동군）
- 江南郡（강남군）
- 方峴洞（방현동）

日媒称2010年平壤行政区划调整把江南郡、中和郡、祥原郡和胜湖区域从平壤市划出至黄海北道，据猜测可能是为了减轻平壤食物供给系统的压力。江南郡于2011年再度被划入平壤市。
方峴洞原属平安北道龟城市，是导弹发射基地。为保障基地科学家与工人较高的生活水平，于2018年2月10日纳入平壤市。

#### 人口

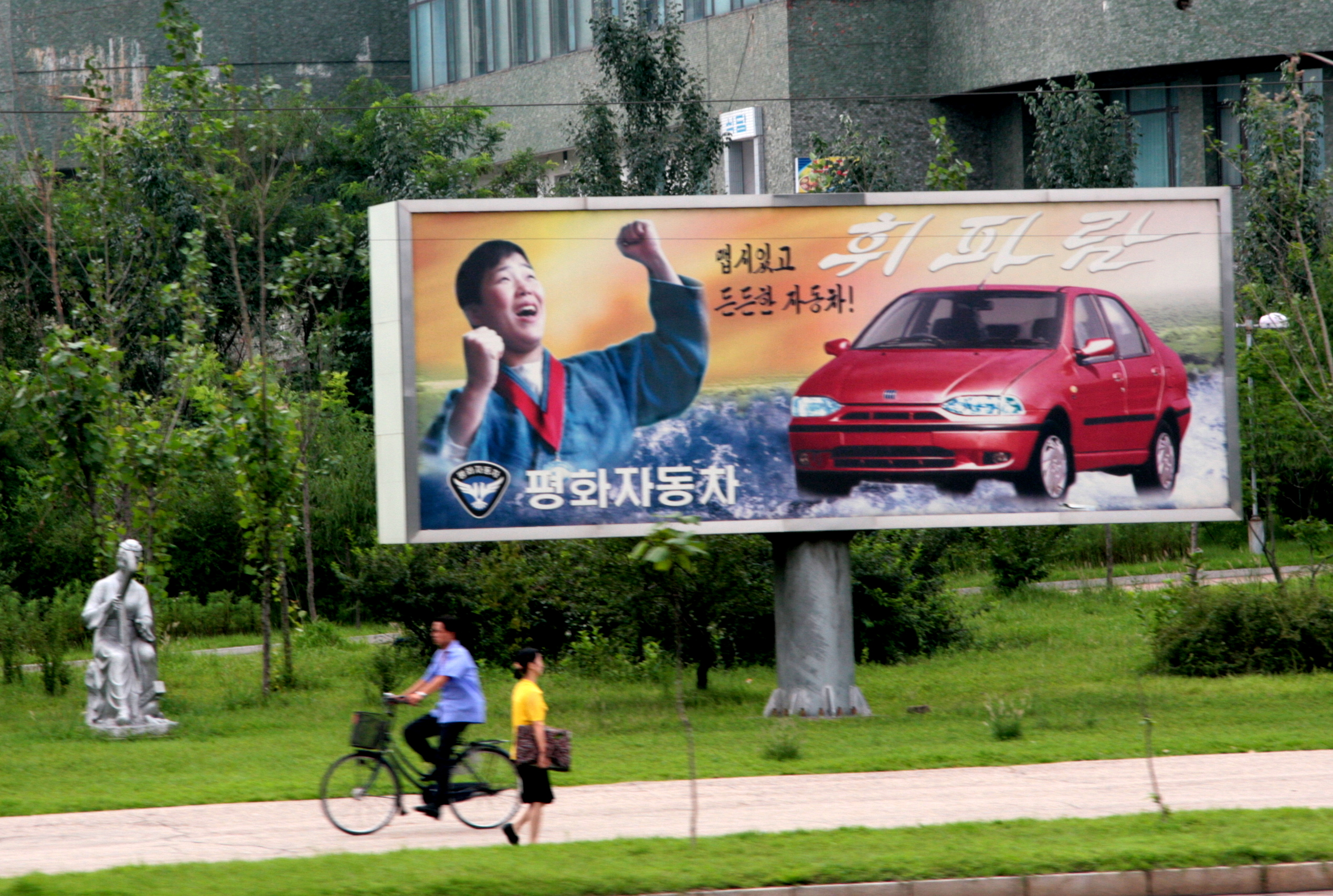
國營汽車廣告

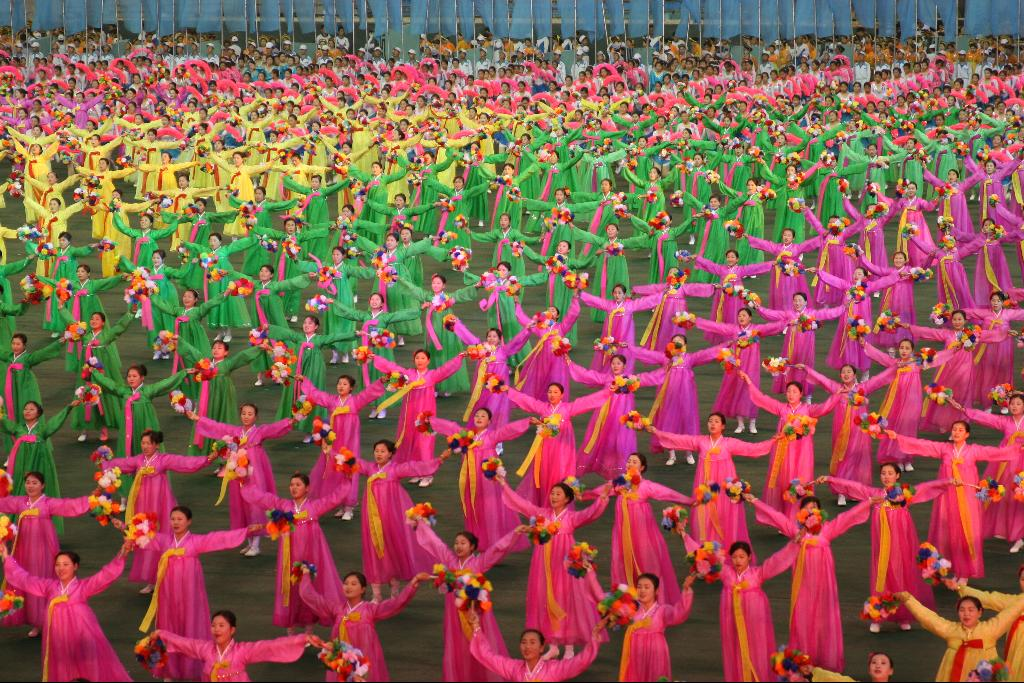
阿里郎表演

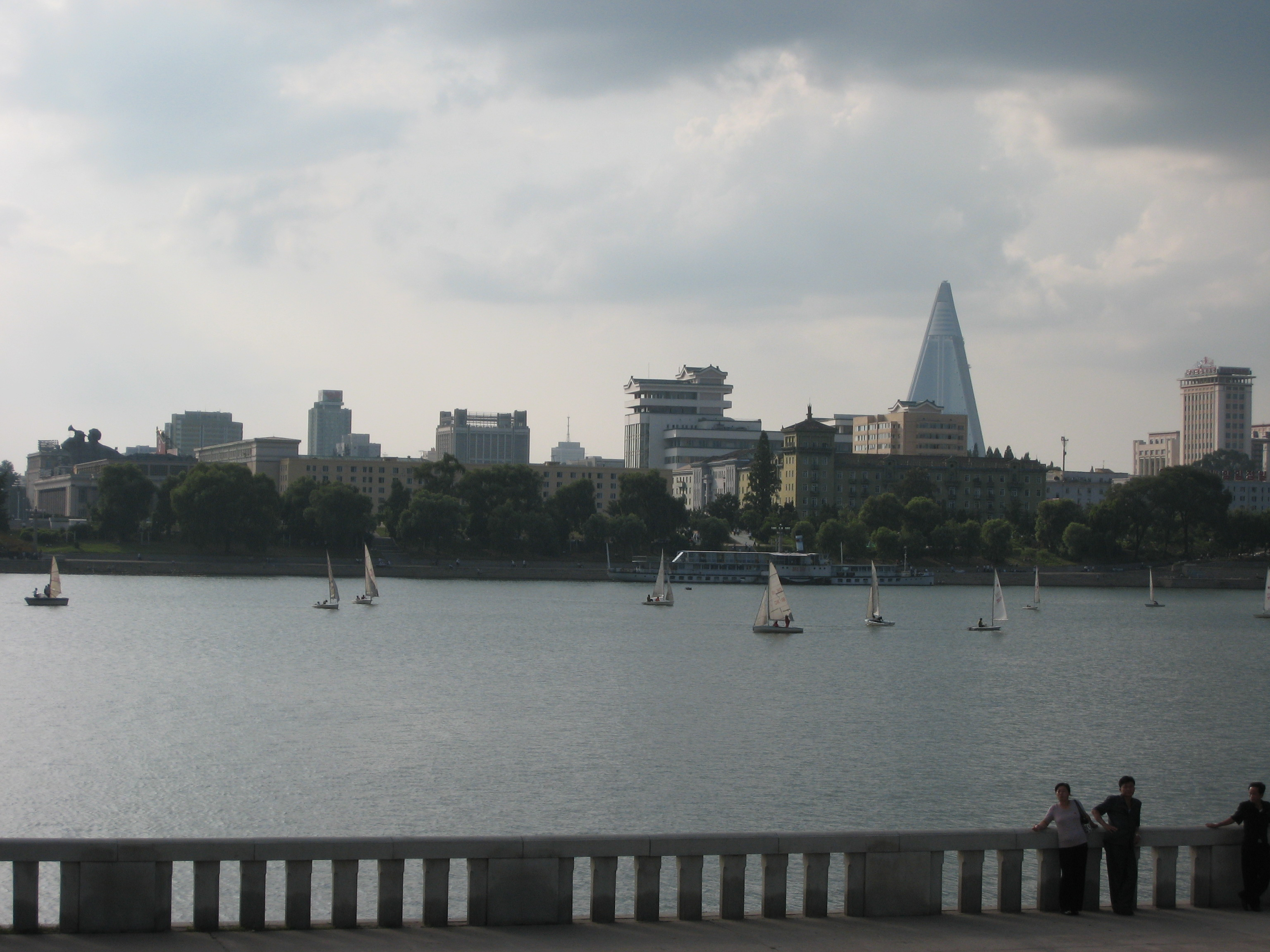
大同江

根據2016年統計，平壤有人口2,870,000人。

#### 文化

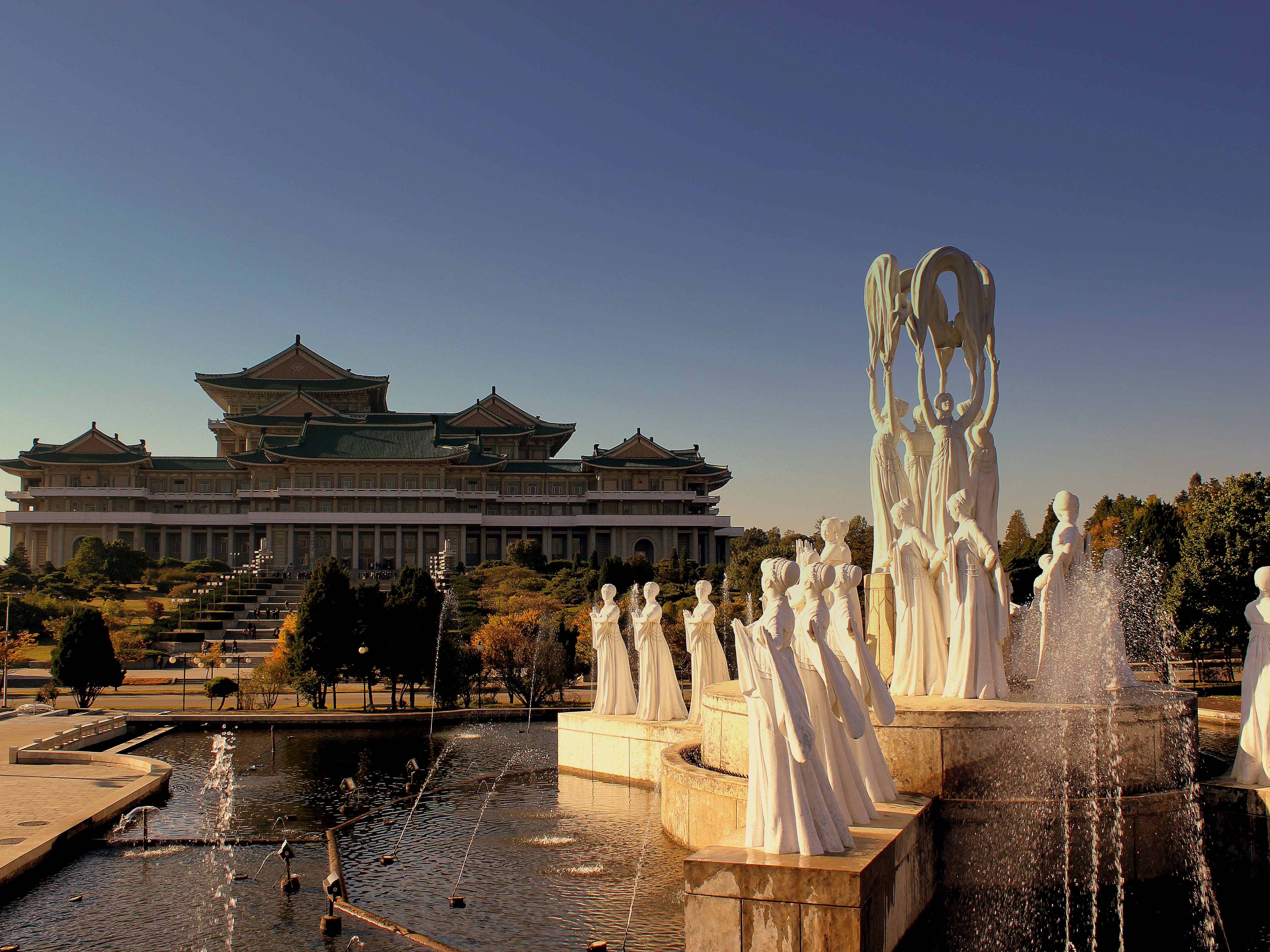
平壤噴泉公園

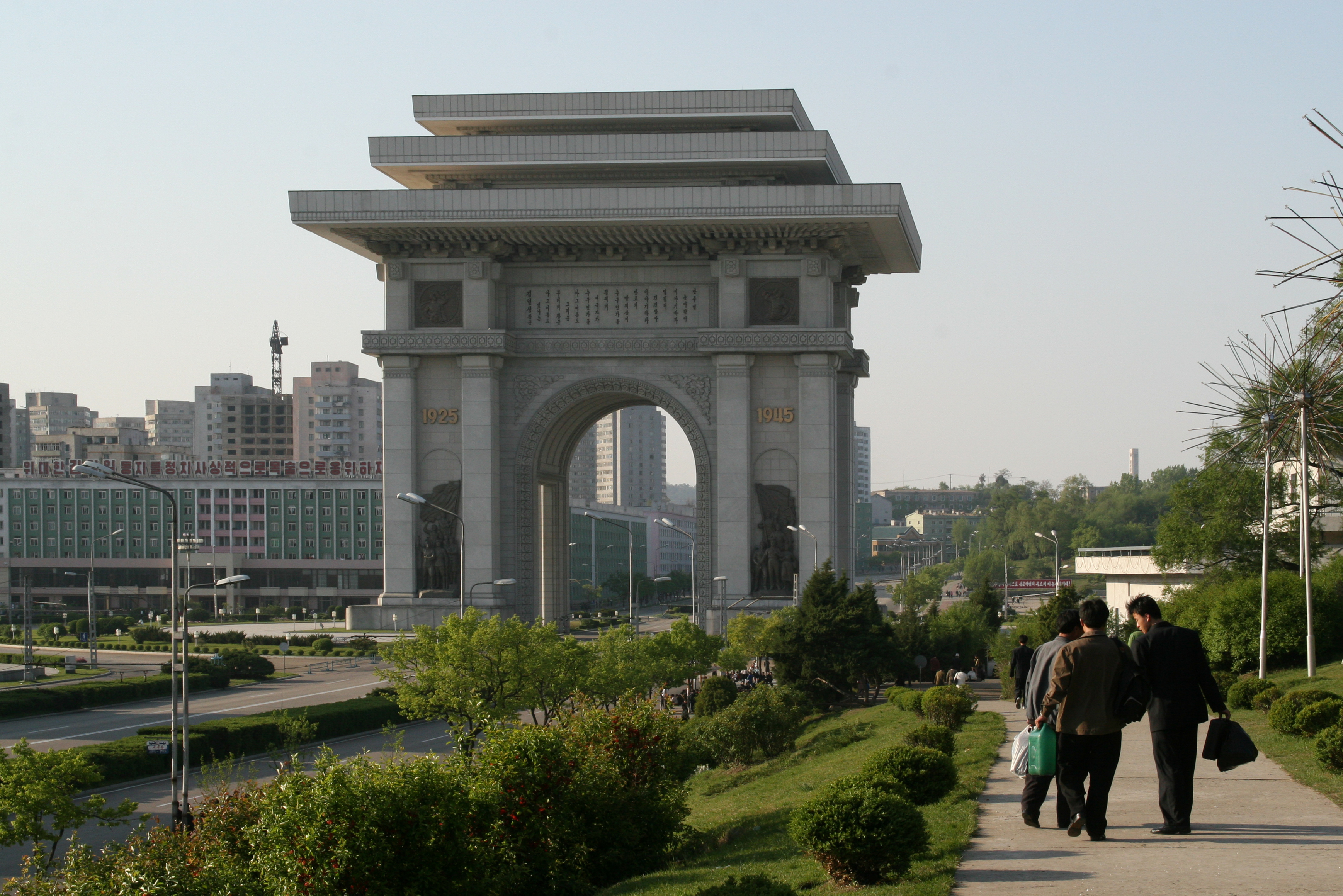
平壤凯旋门

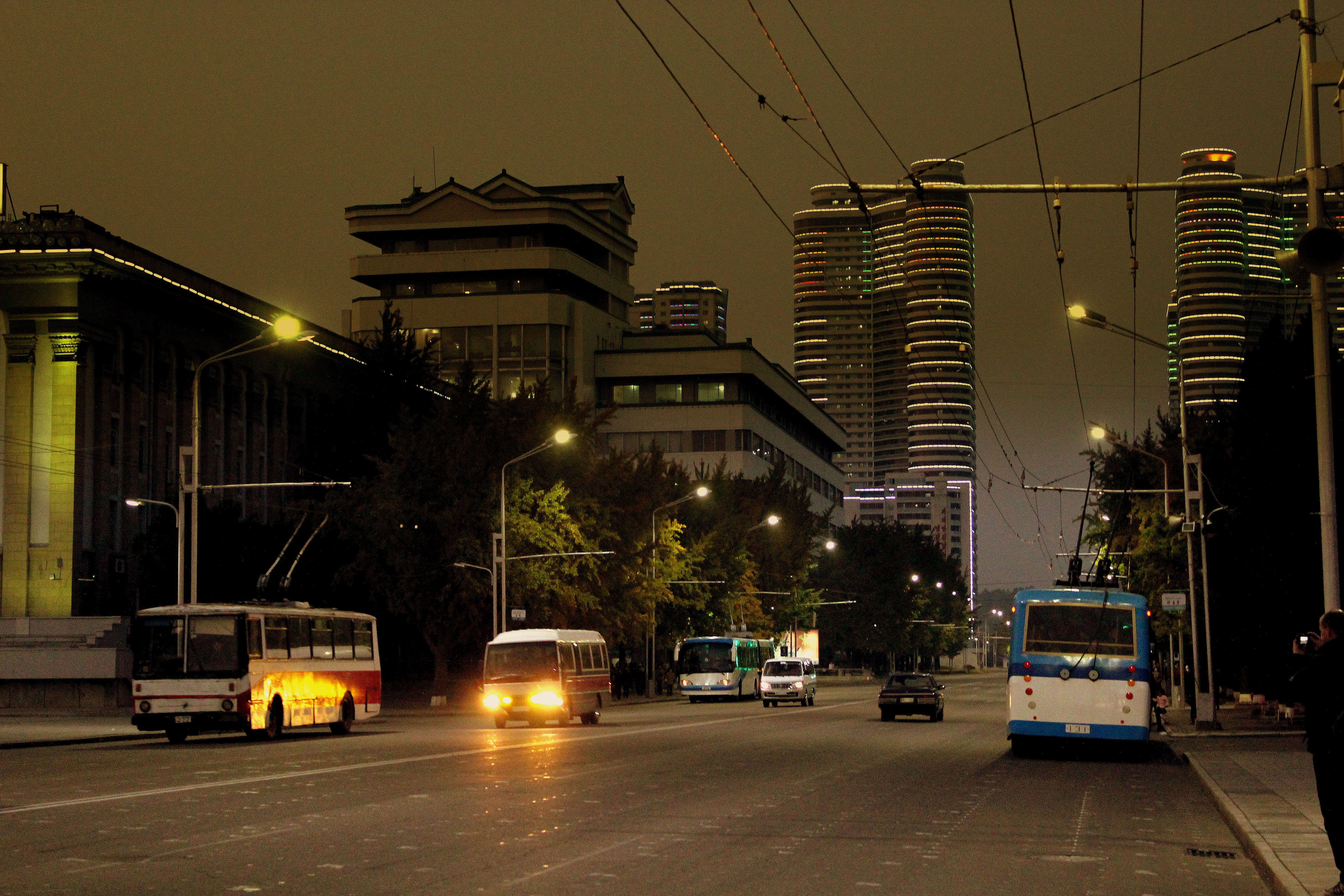
國營無軌電車

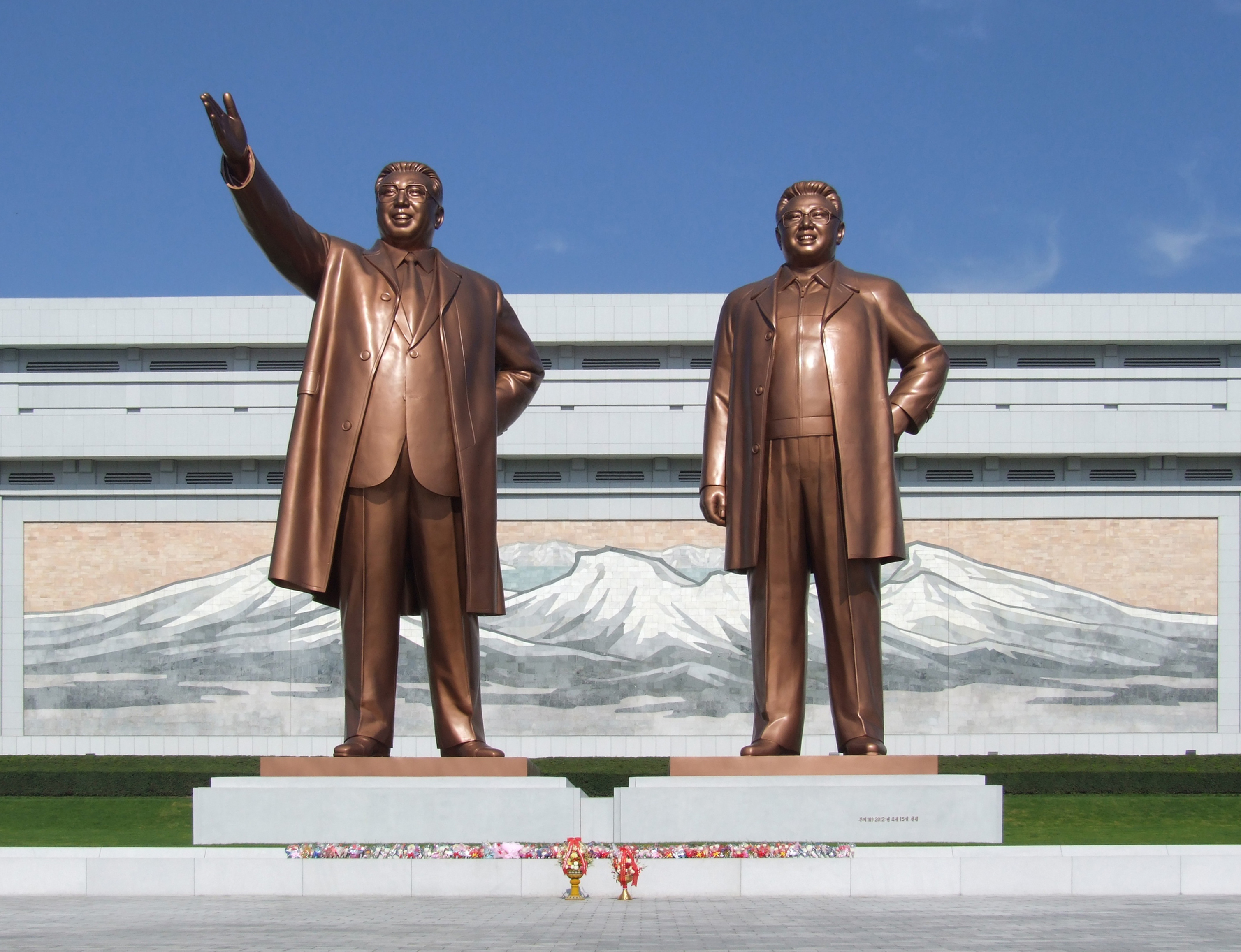
萬壽臺大紀念碑广场上的金氏父子铜像

劇場
- 牡丹峰劇場
- 萬壽臺藝術劇場
- 2月8日文化宮
- 4月25日文化宮
- 烽火藝術劇場
- 平壤大劇場
- 青年中央會堂
- 平壤國際電影會堂（位於羊角島）
- 東平壤大劇場
- 峰火劇場
- 萬壽臺劇場
- 白善行紀念館

有朝鲜戲劇網站列出3齣朝鲜戲劇的介紹及劇照：《黨的好女兒》（ / ，1973年）、《密林啊，说吧》（ / ，1974年）和“Song of Paradise”（1976年）。

## 交通

### 航空
北韓政府營運的高麗航空有經營從首都平壤的平壤國際機場定期到北京、瀋陽、上海、西安和海参崴的國際航班，也有定期到清津、咸興、三池淵等地的國内航班。另外也有不定期往中國、俄羅斯的航班，由於朝鮮半島南北分治等政治因素，所以朝鮮從未有前往或來自南韓、美國、日本等地區的直飛航班。
現在仅有中国国际航空一家非北韓的航空公司經營來往平壤的航班。但於2017年11月底，中國官方因政治因素，曾宣佈無限期停辦這條航線，但又于2018年金正恩訪問中国后恢复。

### 鐵路
平壤也有來往北京和莫斯科的定期火車。前往北京需要23小時15分鐘，於每週一、三、四、六營運；往莫斯科則需費時九天。

### 地鐵
平壤地鐵建於1973年，共有16個地鐵站，是一個兩條路線的地下鐵路系統，路線總長22.5公里。革新線的車站有光復、建國、黃金谷、建設、革新、戰勝、三興和樂園。千里馬線則經過紅星、戰友、凱旋、牡丹峰、勝利、烽火、榮光和復興。過去設有遊客專用車廂（通常設置一節），目的是不讓遊客與朝鮮居民有交流。
平壤地铁也是世界上最深的地铁。由于平壤的土层特别厚，要开挖到地下100米处才是坚固的岩石层，因此地铁建于地下100多米，从地面下去乘电梯需要3到5分钟，戰時可作防空洞。

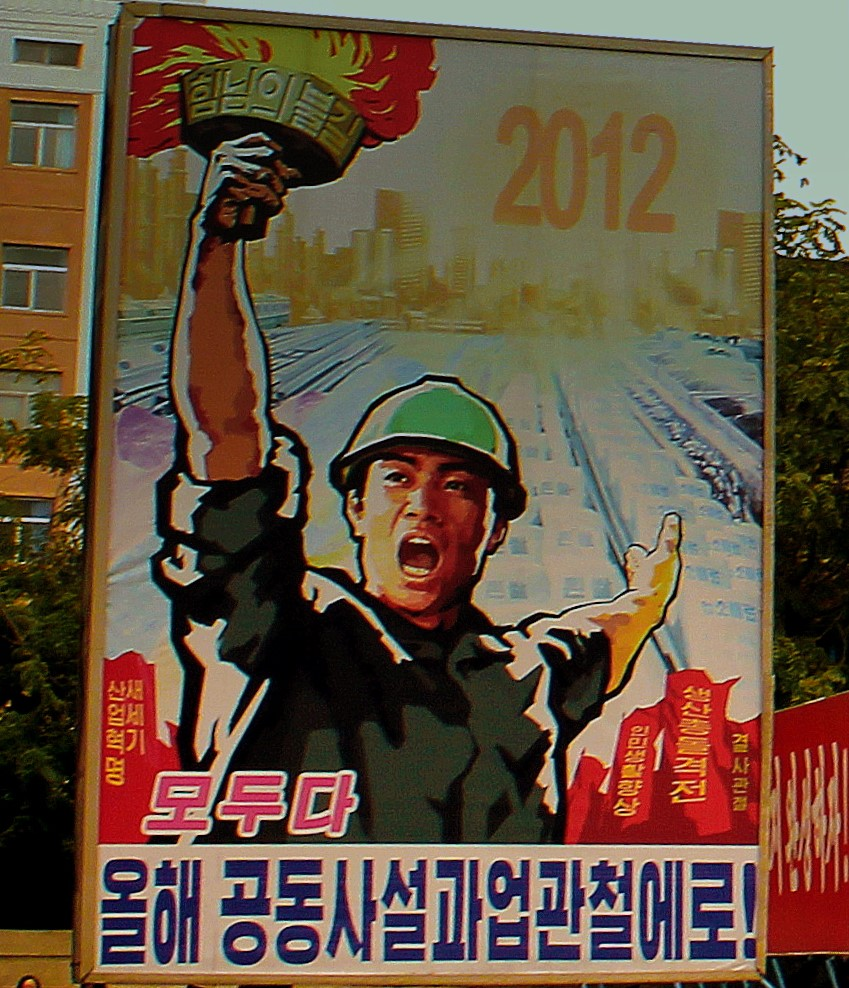
地鐵站海報
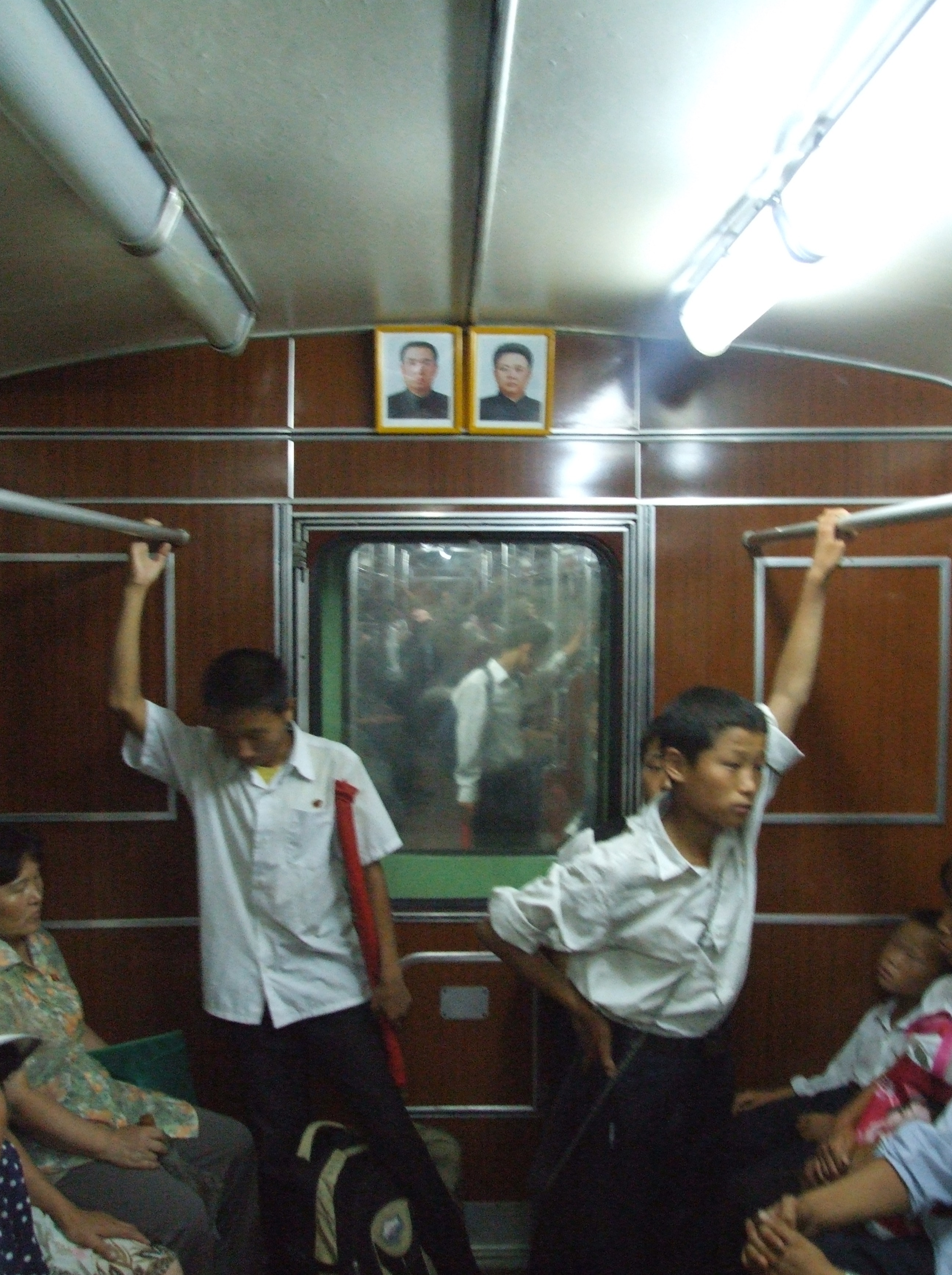
車廂
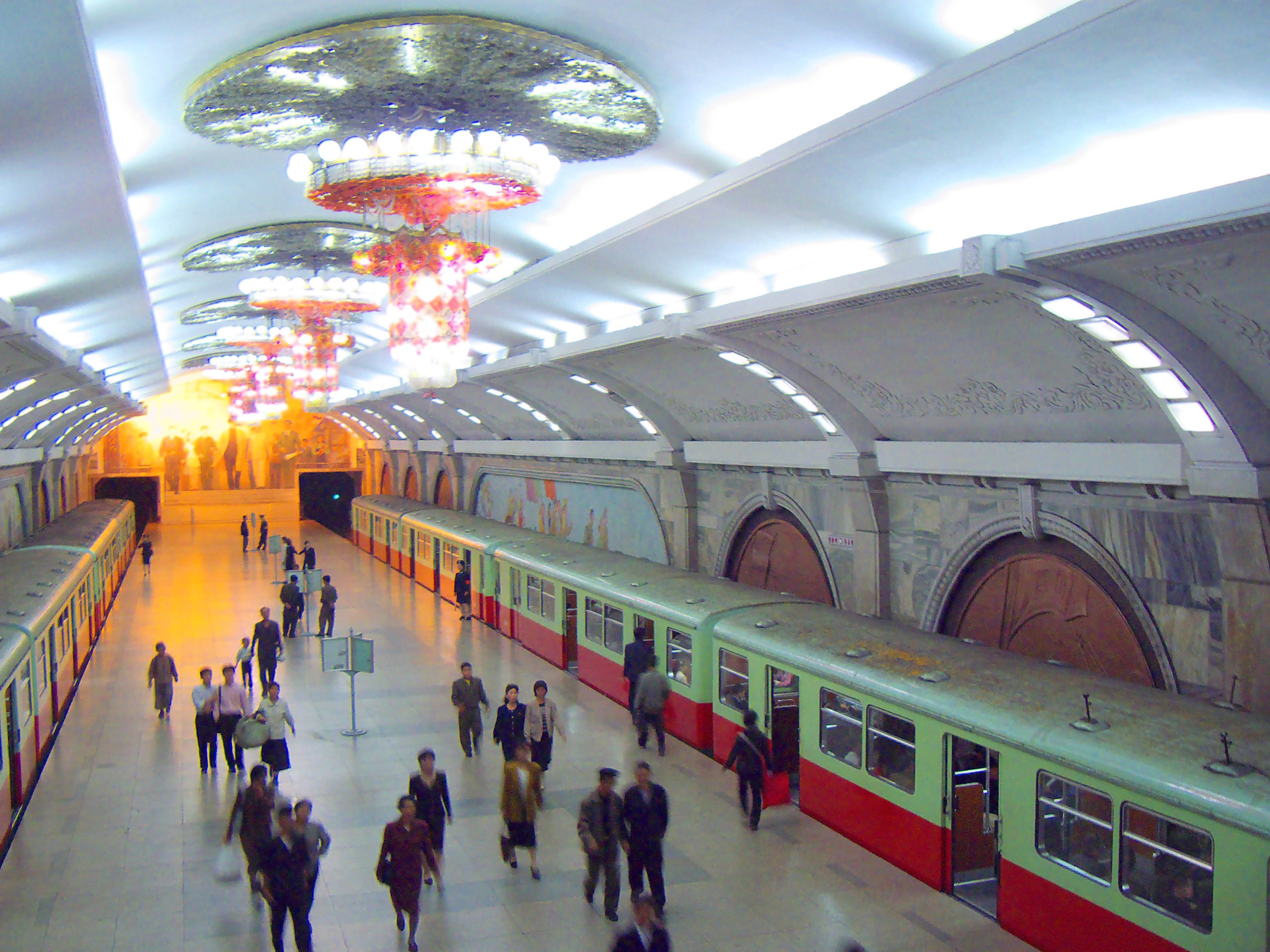
平壤地鐵車站
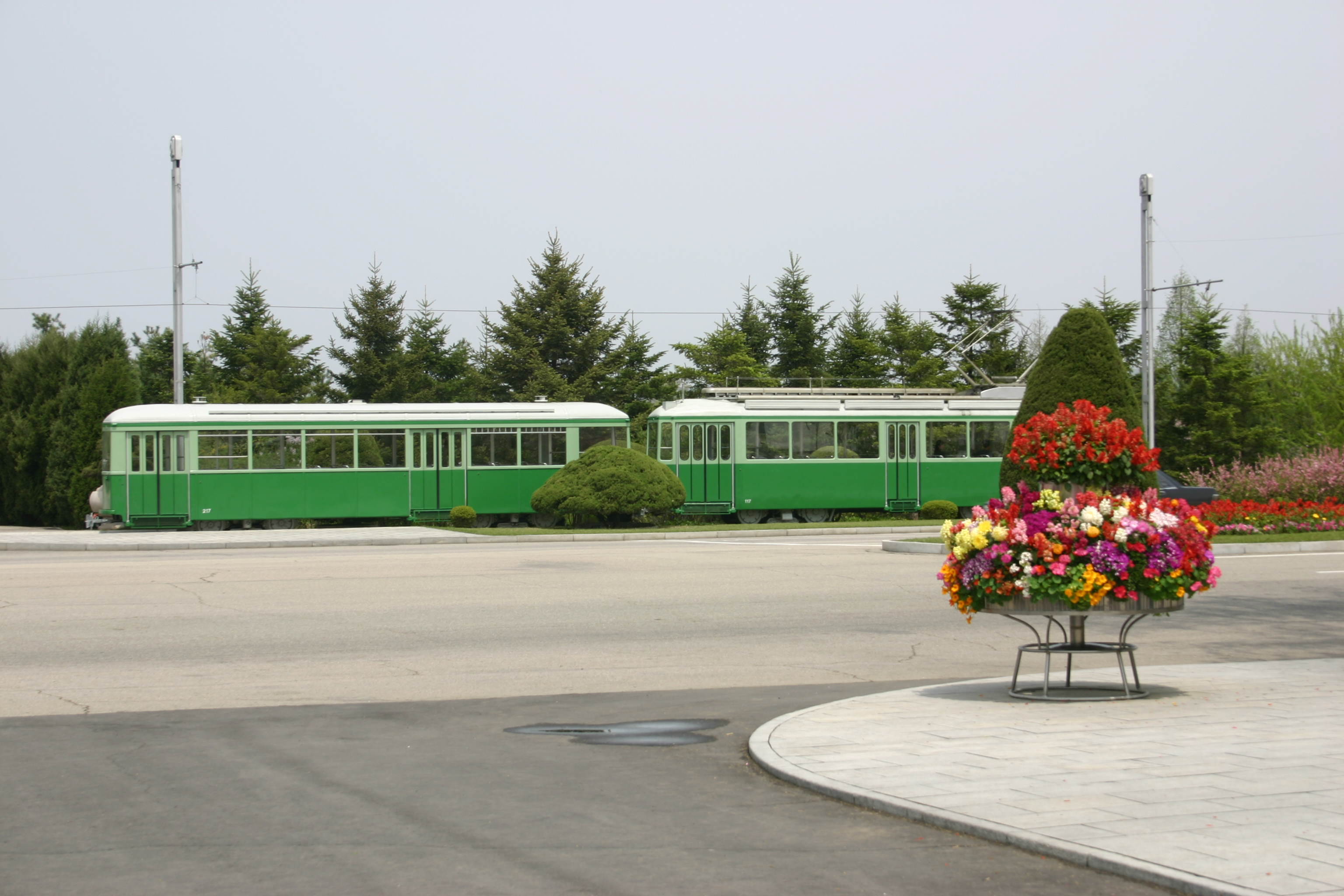
平壤的有轨电车

### 电车
电车是平壤公共交通的主要交通工具。全市建有總長150公里的無軌電車系统和總長53公里的有轨电车系统。

### 汽車
和大多數发达国家的城市相比，平壤並沒有太多的私家汽車，大多數人以鐵路或單車代步。

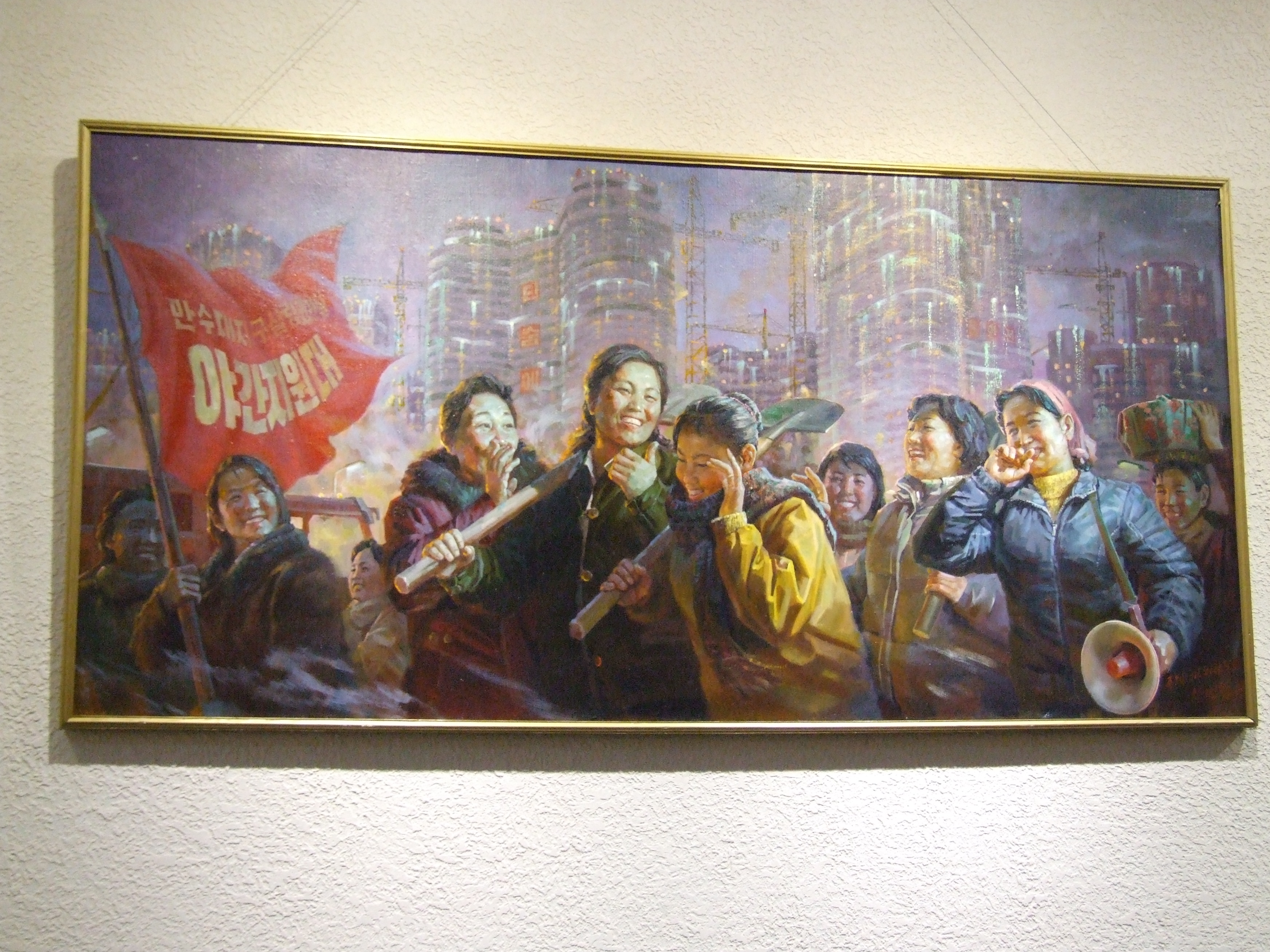
平壤建造過程史詩館
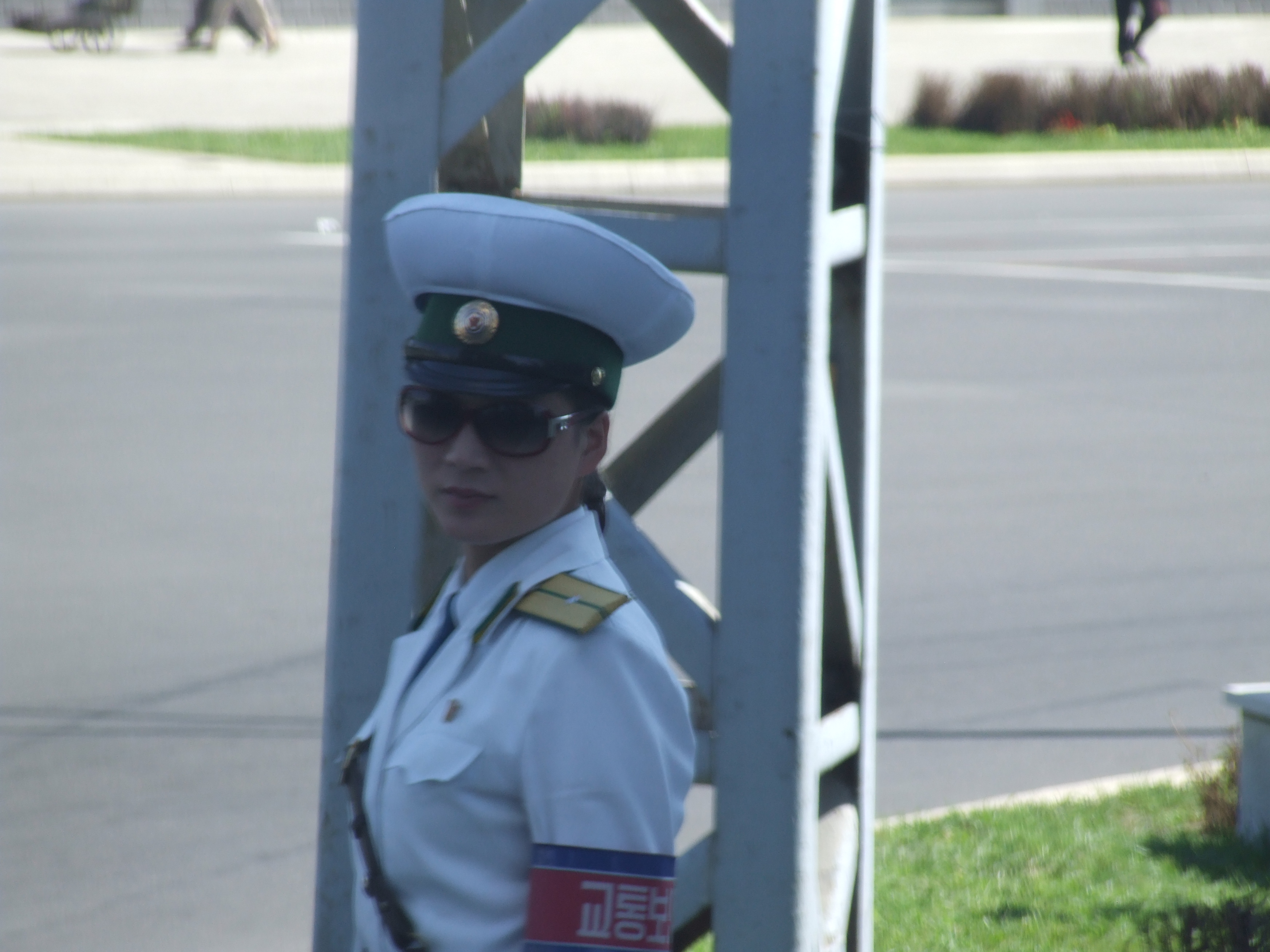
平壤的交通警察
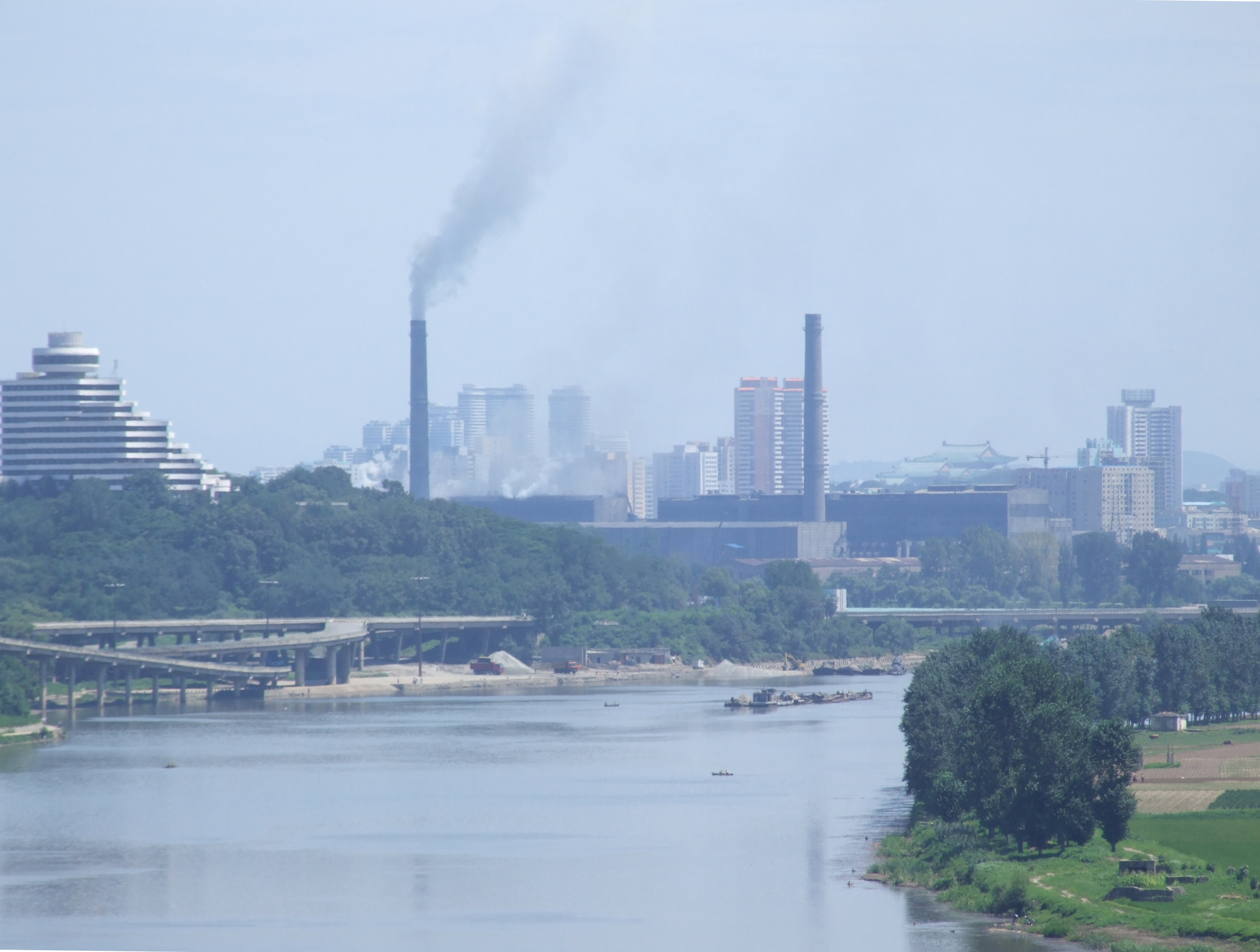
城郊的火力發電廠
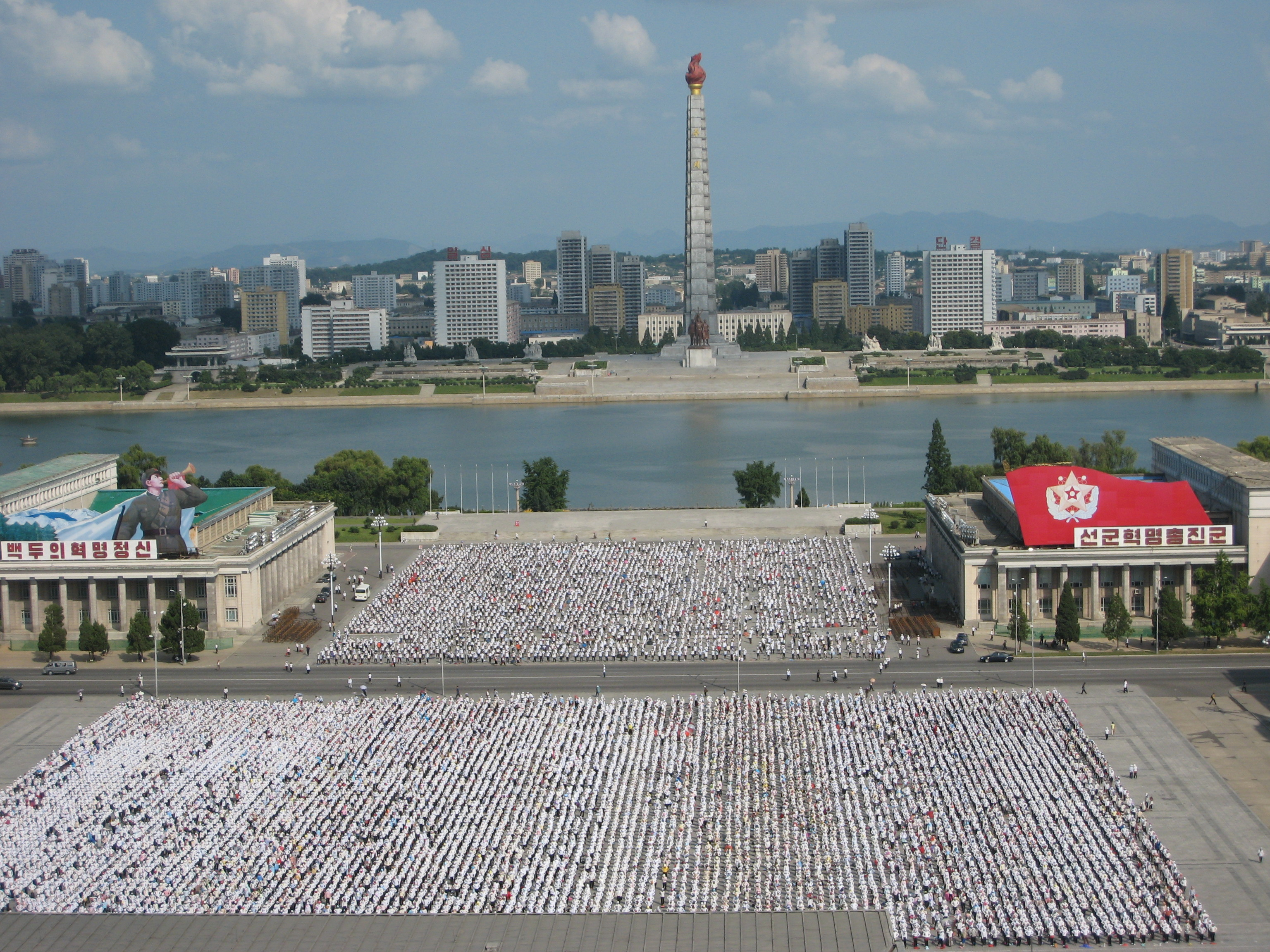
與主體思想塔隔大同江相望的金日成廣場

## 政治

### 历任党委责任书记
- 金秀吉，朝鲜劳动党第八届中央委员会第六次全体会议（2023年1月1日）任命

## 旅游
古跡文物
- 法雲庵
- 廣法寺
- 安國寺
- 安鶴宮
- 大城山城
- 練光亭
- 乙密臺
- 最勝臺
- 普通門
- 大同門
- 東明王陵
- 高句丽墓葬群

大型建築物
- 人民大學習堂
- 主體思想塔
- 凱旋門
- 萬壽臺議事堂
- 錦繡山太陽宮
- 人民文化宮殿
- 千里馬銅像
- 永生塔
- 大同江外交使節團會館
- 蒼光院

城市广场
- 金日成廣場

博物館及展覽館
- 朝鲜中央植物园
- 朝鲜中央动物园
- 朝鲜邮票展示馆
- 平壤賞石展示館
- 朝鮮革命博物館
- 烽火里革命博物館
- 普韋布洛號美國間諜船
- 平壤電影城
- 平壤文化展示館
- 月香展示館
- 祖國解放戰爭勝利博物館
- 青年運動史迹館

酒店及飯店
- 平壤高麗酒店（特級）
- 羊角島國際飯店（特級）

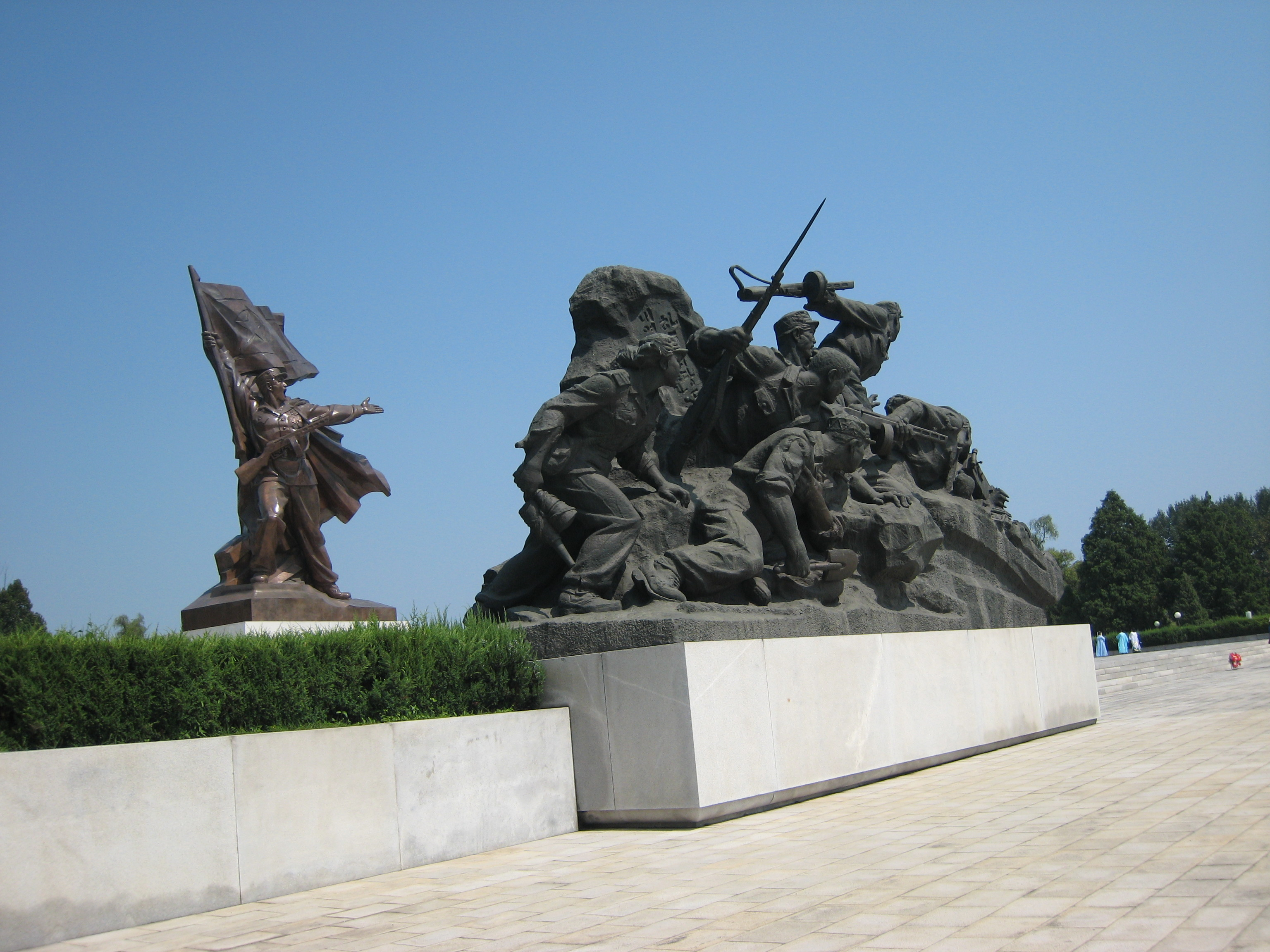
平壤街头雕塑

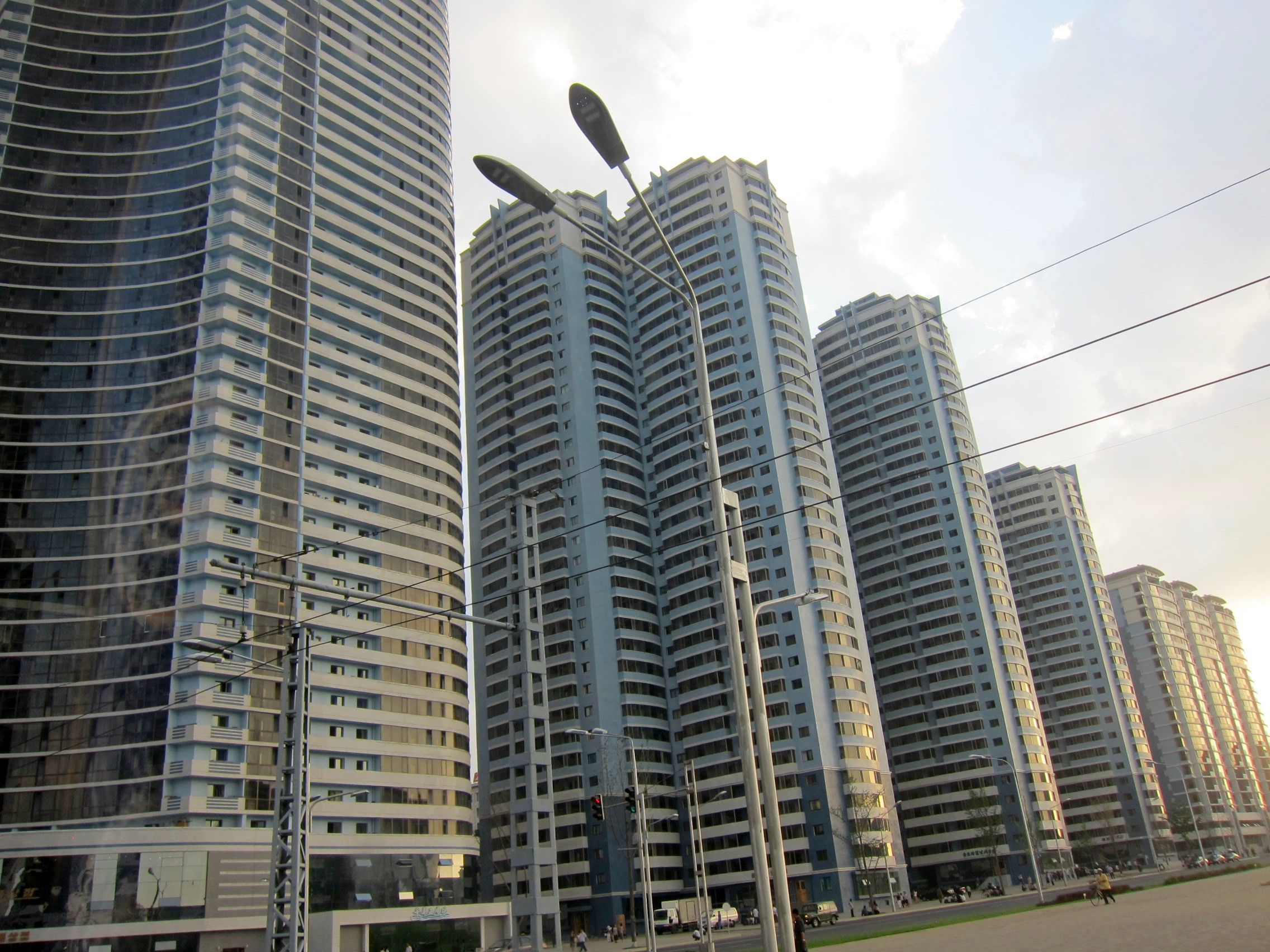
萬壽台街(2012)

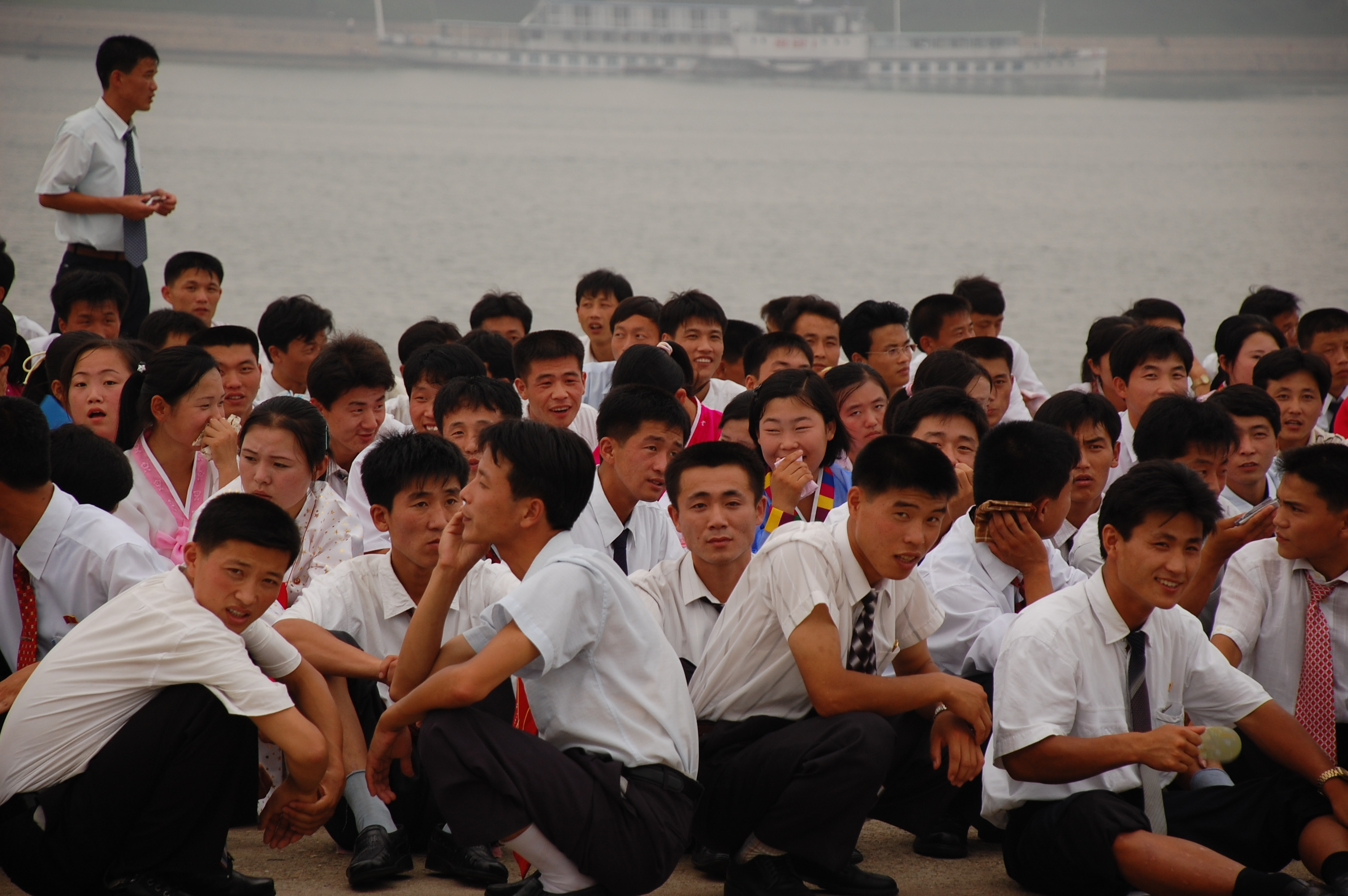
等候渡輪過江的乘客

- 柳京飯店（樓高105層的金字塔形特級飯店）
- 普通江酒店（甲級）
- 兩江飯店（甲級）
- 青年飯店（甲級）
- 西山飯店（甲級）
- 平壤飯店（乙級）
- 蒼光山飯店（乙級）
- 大同江飯店（乙級）
- 解放山飯店（丙級）
- 牡丹峰飯店

著名餐廳
- 七谷民俗館
- 玉流館
- 蓮池館
- 香滿樓酒家

交通设施
- 平壤順安國際機場
- 平壤地下鐵

## 教育
平壤市内有许多家大學，全部都是由政府开设营运。
| - 金日成综合大学 - 金策工业综合大学 - 平壤理工大学 - 平壤医科大学 - 平壤外科大学 - 平壤外国语大学 - 平壤科学技术大学 - 张哲九平壤商业大学 - 人民经济大学 - 万景台革命学院（又名：红旗万景台革命学院） - 康盘石烈士子女大学 - 金星政治大学 - 国际关系大学 - 金亨稷师范大学 - 金哲柱师范大学 - 平壤教员大学 - 朝鲜美术大学 - 平壤话剧电影大学 - 平壤音乐舞蹈大学 - 金元均音乐大学 | - 平壤杂技学院 - 韩德铢平壤轻工业大学 - 平壤建设建材大学 - 平壤铁道大学 - 平壤机械大学 - 平壤电脑技术大学 - 金日成军事综合大学 - 平壤矿业大学 - 平川工业大学 - 平壤印刷工业大学 - 平壤农业大学 - 金辅铉大学 - 农业干部再教育大学 - 朝鲜体育大学 - 平壤体育学院 - 平壤刺绣大学 - 平壤神学院 - 平壤粮政专科学校 - 金日成广播大学 - 平壤旅游大学 - 平壤交通运输综合大学 |

## 体育

### 体育设施

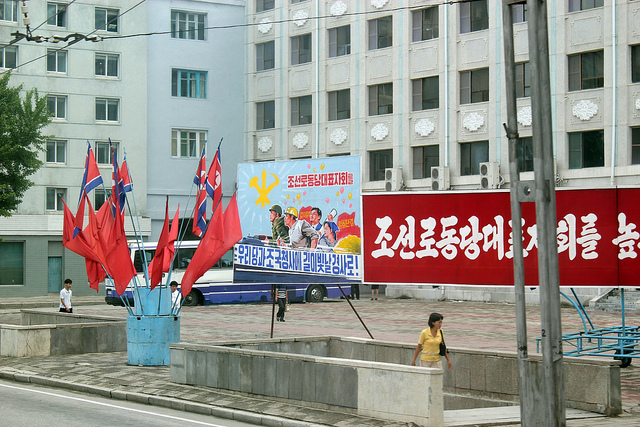
體育賽事時地鐵口的旗幟

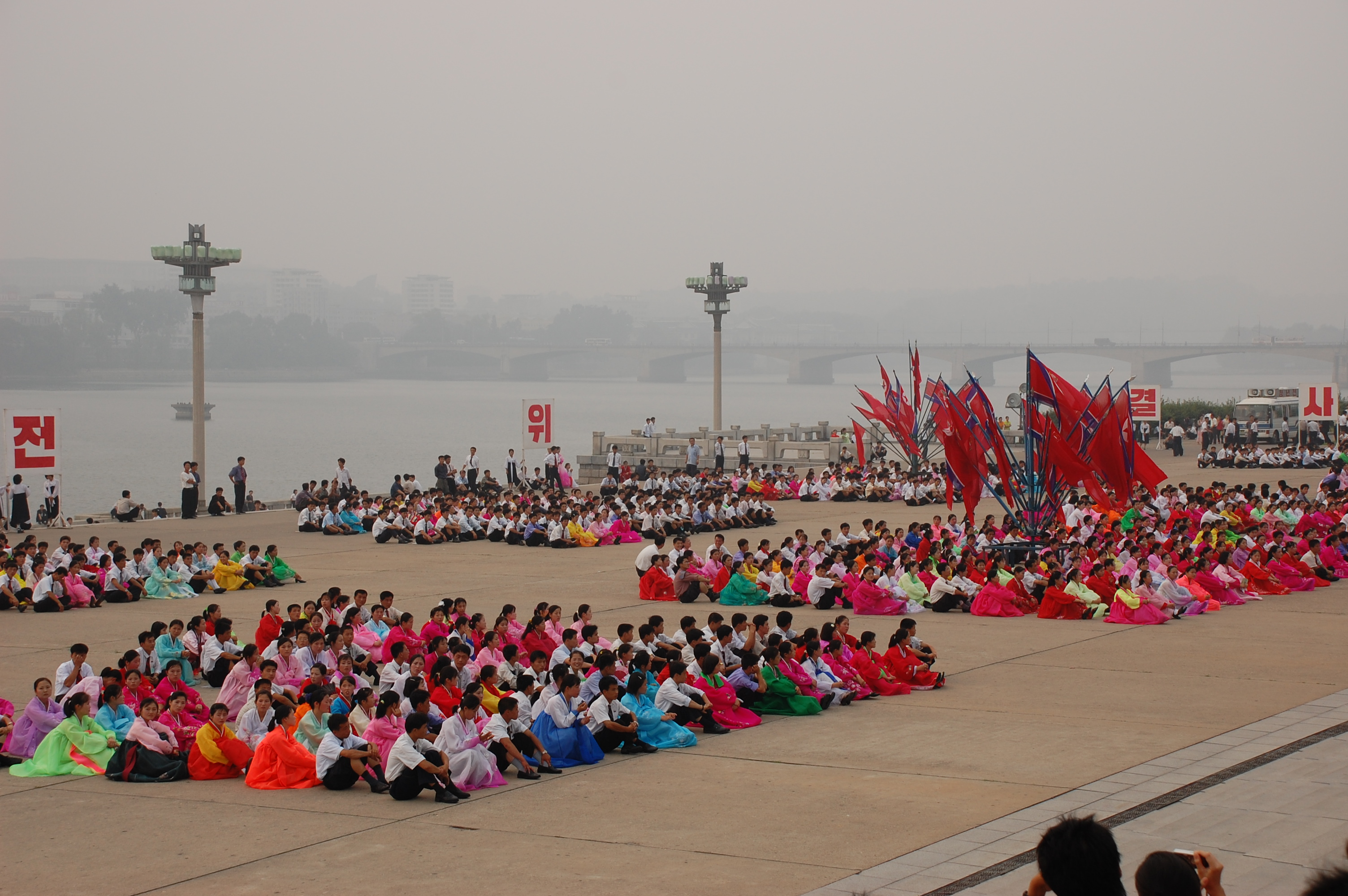
著正式服裝在廣場看體育轉播的群眾

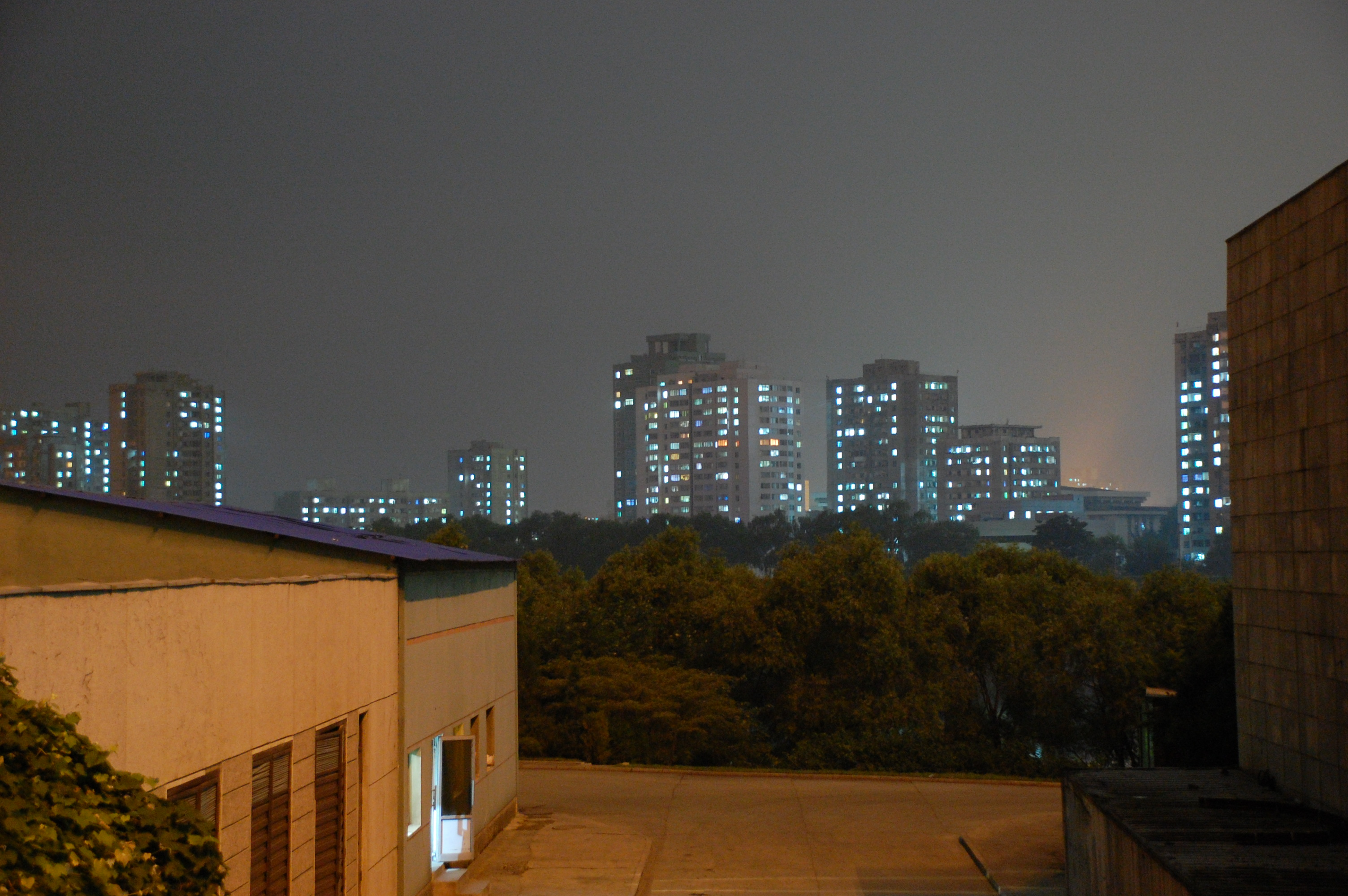
夜間平壤

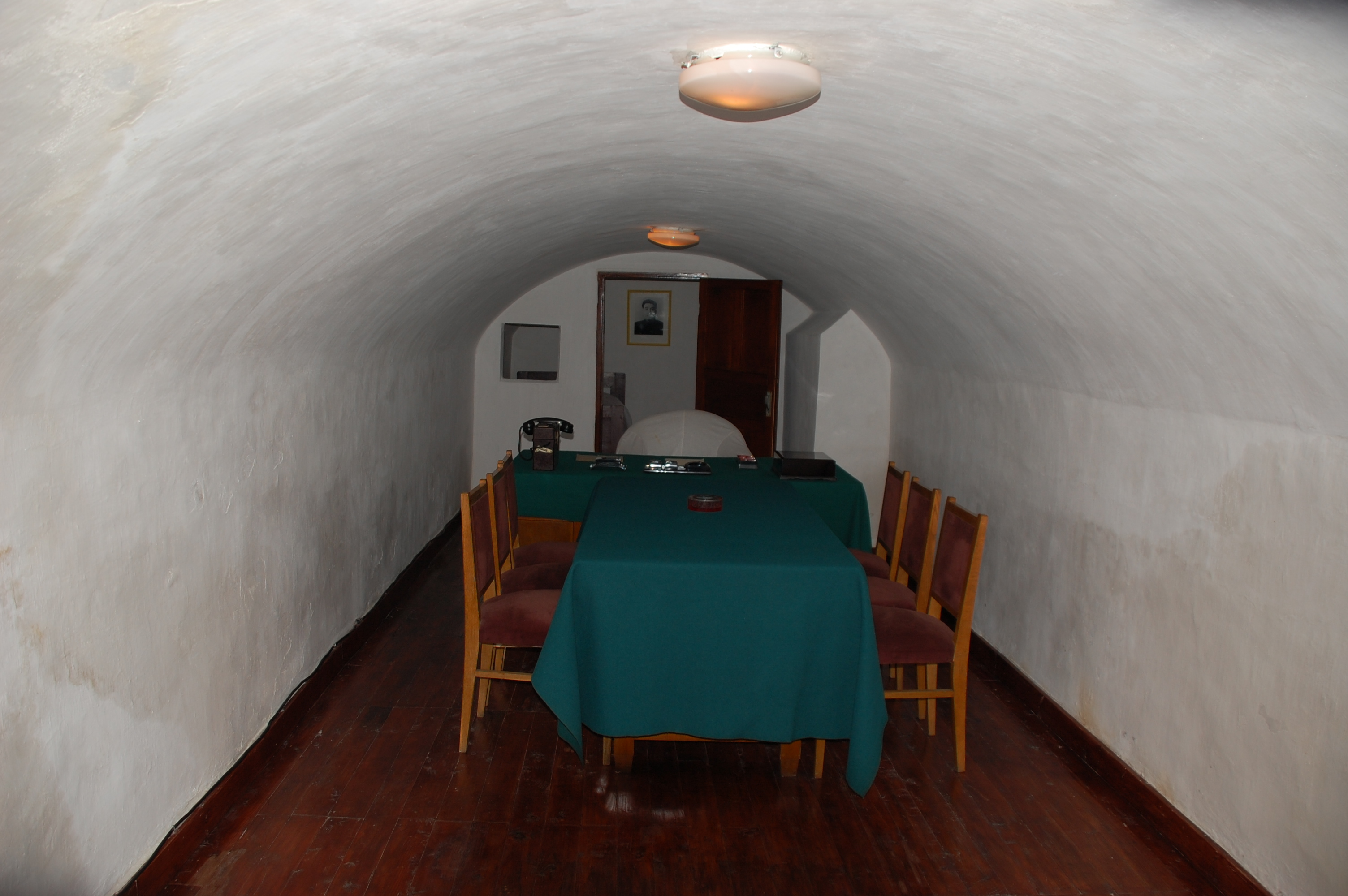
防空洞設施

平壤是朝鲜的体育中心。除了五一体育场、平壤体育馆等体育设施外，平壤还有一条被称为“体育村”的青春大街，那里集中了乒乓球、游泳、手球、篮球、排球、拳击、羽毛球等10多个大中型体育场馆。这些场馆既用于运动员的训练，也承办国内外体育比赛和大型活动。个别场馆目前已实行收费开放。
平壤还有保龄球、高尔夫球等运动场地。平壤保龄球馆面积达14万平方米，铺设了40条进口保龄球道，还有附设娱乐室和桑拿浴房。在平壤以西的台城湖畔，有一座占地120万平方米的18洞高尔夫球场。
1986年起，朝鲜提议与韩国共同举办1988年汉城奥运会，并筹备1989年将在平壤举办的第13届世界青年与学生联欢节，在平壤大兴土木。1986－1989年间，平壤投资27亿美元，兴建了20万7千余平方米新建筑，包括世界最大的体育场——占地40万平方公里、拥有15万座位的五一体育场（超过北京2008年奥运会主体育场的8万个座位）在内的9座体育场，10万多平方米的万景台学生少年宫，4座电影院，世界最高的饭店——105层的柳京饭店的框架，3座星级饭店，1座大桥，5条大街（青春大街、光复大街，未來科學家大街，倉田大街，黎明大街）等基础设施项目。

### 赛事
平壤每年冬季都广泛开展冰上运动，夏季则举行“海洋月”活动，鼓励人们尤其是青少年到大海和江河湖泊中学习游泳，锻炼体魄。每到传统节假日，各部门都会组织丰富多彩的群众体育活动，跆拳道、摔跤、拔河、跳板、秋千等民族体育活动开展得尤其广泛。平壤是朝鲜每年举行多种国内大型体育比赛的地方，也是举行国际体育比赛的场所。平壤国际乒乓球邀请赛、“万景台杯”马拉松赛等，是平壤市每年都举行的国际赛事。
1979年4月25日至5月6日，平壤举办了第35届世界乒乓球锦标赛。
平壤方面提议与汉城（今首尔）共同举行1988年夏季奥林匹克运动会，但谈判最终破裂。朝鲜最终宣布抵制此次奥运会。
1995年，原定平壤市主办的第二届东亚运动会因经济因素而被迫取消。

### 体育馆
- 五一体育场：位于平壤市大同江上的绫罗岛，竣工于1989年5月1日，拥有15万座位，是世界上最大的体育馆。
- 平壤体育馆：拥有2万个座位，多用于召开大型会议。
- 金日成体育馆
- 羊角岛体育场
- 柳京鄭周永體育館：由韓國現代集團已故總裁鄭周永捐建。
- 金巷保齡球館
- 平壤馬戲團
- 朝鮮人民軍馬戲團

### 馬場
- 美林騎馬俱樂部

## 特產

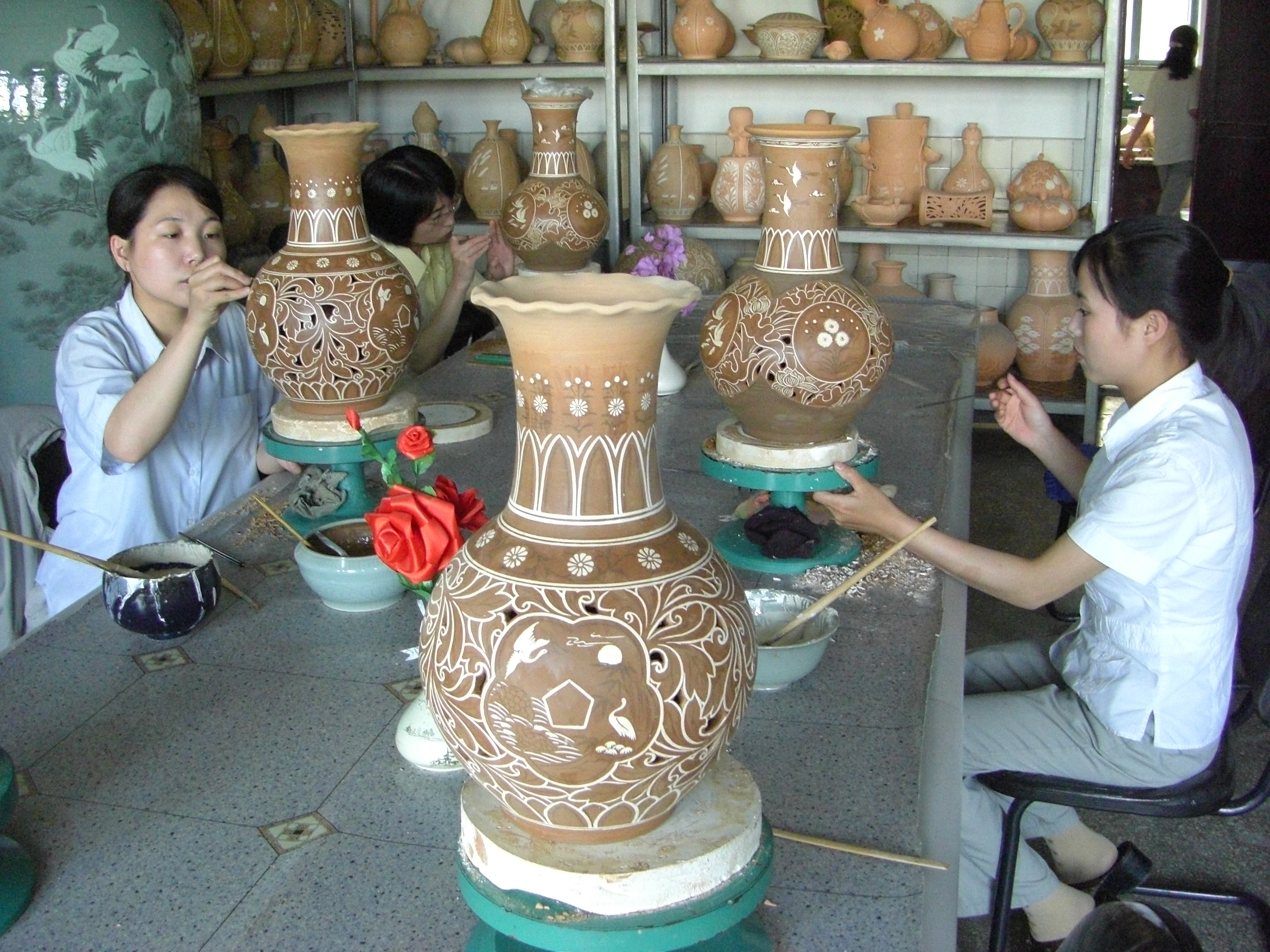
陶瓷銷售館

- 陶瓷工藝品：高麗的青瓷和朝鮮王朝的白瓷以其透亮、柔和的翡翠色與運用了獨特鑲嵌技法的多種花紋和優美的曲線，馳名世界。例如：「雲鶴紋鑲嵌花瓶」和「松鶴鑲嵌青瓷花瓶」
- 金銀工藝品：神仙爐（火鍋）、祝酒杯、餐具、托盤、贈給三胞胎作為紀念的銀妝刀、金戒指等。
- 螺鈿漆工藝品：螺鈿工藝和漆工藝相結合的工藝品。高句麗遺跡中出土的「漆棺」、「漆器皿」和高麗、朝鮮王朝時期的遺跡出土的「十長生紋」、「葡萄紋螺鈿盒」等。
- 甘紅露：平壤名釀，用棗、柿餅、生薑、蘋果和梨等原料釀成，顏色微紅，酸味和辣味配合得宜，虽然酒精度極高，但無刺激，以醇和馳名。
- 平壤冷麵：是一種用蕎麥麵條韌的朝鮮冷麵，麵湯爽口，甜味和微酸味配合得宜，其中玉流館煮的產品最聞名。
- 玉流礦泉水
- 大同江啤酒

## 宗教
朝鲜政府對民眾的宗教信仰名义上採取開放態度，只要不危害國家及公眾利益，民眾可自由選擇適合自己的宗教。宪法虽然赋予了宗教信仰的自由，但由于朝鲜劳动党无神论的传统，政府已经将宗教教育完全淡化在国民教育之外，剩余少数信徒经常处于政府监视之下。少数的宗教信徒和对宗教建筑的保护也往往是作为一种政治姿态和宣传。
平壤曾是朝鮮半島的基督教中心，全盛時期擁有超過1,400所教堂，有“东方耶路撒冷”之称，甚至金日成本人也曾經信奉基督教。但由於整個平壤市在朝鲜战争期間被美軍轟炸過多次，使得現今的教堂分佈所剩無幾，而平壤市的教徒也基本只能在私人地方進行聚會。
該市的主要教派及其設施有：
- 天主教（天主教平壤教區）
  - 將忠天主教堂（位於該市船橋區內）
- 基督新教
  - 鳳岫教堂（位於該市萬景臺區的建國洞）
  - 七谷教堂（位於該市萬景臺區的七谷洞）
  - 平壤長老會基督教堂及溫室（由南韓的基督教會營運的教堂，成立於2003年）
- 東正教
  - 平壤東正教堂（位於該市「東區」，靠近大同江畔）

## 姊妹城市
- 中华人民共和国天津市[9]
- 中华人民共和国北京市[10]
- 俄羅斯莫斯科
- 尼泊尔加德满都[11]
- 泰國清迈
- 伊拉克巴格达

### 引用
1. ↑  . news.naver.com.   [2020-05-27]. （原始内容存档于2020-06-06） （韩语）.
2. ↑  平壤女交警身高不低于1.65米[永久]，重庆晚报
3. ↑  . （原始内容存档于2010-12-03）.
4. ↑  , 朝日新聞, 2010-07-17  [2010-07-19], （原始内容存档于2010-07-19）
5. ↑  韓聯社，《北 평양시 행정구역 일부 개편 （页面存档备份，存于）》，2012年2月29日。
6. ↑  안준용. . 朝鲜日报.   [2022-01-30]. （原始内容存档于2022-06-02）.
7. ↑  . agora-web.jp.   [2019-03-19]. 原始内容存档于2018-10-12.
8. ↑  . KBS World Radio.   [2024-11-21].
9. ↑  First China-DPRK sister cities meeting held in Pyongyang （页面存档备份，存于）.
10. ↑  . 北京市人民政府外事办公室.   [2018-03-19]. （原始内容存档于2018-03-20）.
11. ↑  . Government of Nepal Ministry of Foreign Affairs.   [2013-09-08]. （原始内容存档于2014年5月18日）.

## 外部連結
- 平壤地鐵非官方網頁 （页面存档备份，存于）（英文）
- 朝鲜戲劇網站（英文）
- 新浪網：王儉城的考古發掘 （页面存档备份，存于）
- Google国际版地图
- Google中国版地图 （页面存档备份，存于）
- 朝鮮中央通訊社圖集：白雪皚皚的首都平壤 （页面存档备份，存于）